# Río Iskar
El río Ìskar (en búlgaro: Искър; en latín: Oescus) es, con una longitud de 368 km, el río más largo que discurre únicamente por Bulgaria, y es afluente por la derecha del río Danubio. Es el segundo río más largo de la península balcánica.

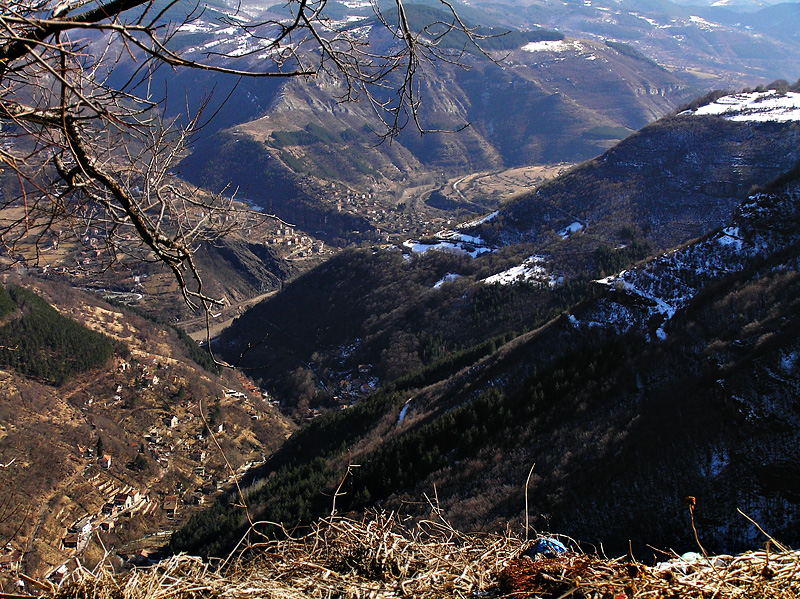
El desfiladero del Iskar en Stara Planina.

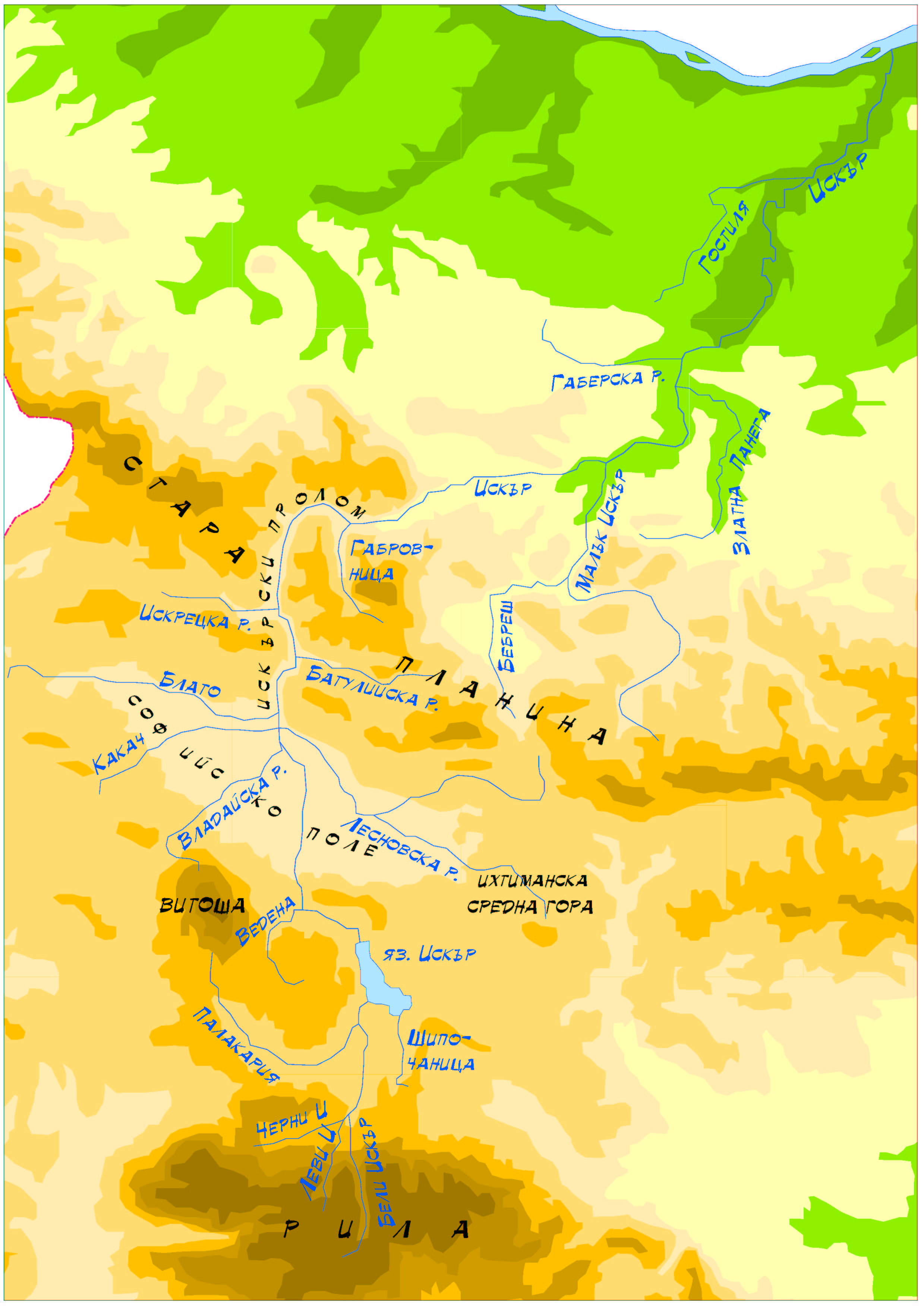
Cuenca del río Iskar (rótulos en búlgaro)

El Iskar está formado por tres ríos, el Cherni Iskar, Beli Iskar y Levi Iskar (conocidos bajo el nombre colectivo de Iskrove), siendo aceptado el nacimiento en el Prav Iskar, un afluente del Cherni Iskar. Tras subir las laderas septentrionales de Rila, es usado el término Iskar Dam.
El río fluye cerca de Sofía y pasa a través de un desfiladero rocoso de los  montes Balcanes . 
Fluye hacia el Danubio cerca de la ciudad de Gigen en la provincia de Pleven. El Iskar es el único río que tiene sus fuentes en el sur de Bulgaria y cruza los Balcanes para verter sus aguas en el Danubio.
Atraviesa el país de suroeste a noreste. Confluye con el Danubio, en la región en que este se convierte en frontera natural entre Bulgaria y Rumania, ya cerca de la ciudad de Brest. 
El Iskar fluye a través de siete provincias de Bulgaria: la capital Sofía, y las provincias de Sofía, Pernik, Vratsa, Pleven y Lovech.
Atraviesa la "Stara Planina", zona de los Balcanes que divide en dos el centro del Bulgaria. En una depresión del terreno excavado por la acción del Iskar, se trazó una vía férrea que une Pleven con Sofía. 
En términos geológicos, el Iskar es el río de mayor antigüedad de los Balcanes y también es el único que ha conservado su dirección original a pesar de los significativos cambios geológicos de épocas posteriores.
En el nacimiento del río existe una central eléctrica, alimentada por el mar de Sofía, un gran embalse. El Iskar discurre lenta y sinuosamente cerca de su desembocadura.